# Cubaris hirsutus
Cubaris hirsutus is een pissebed uit de familie Armadillidae. De wetenschappelijke naam van de soort is voor het eerst geldig gepubliceerd in 1998 door Lewis.